# San Lorenzo (Tarija)
San Lorenzo of Villa San Lorenzo is een kleine stad in het departement Tarija, Bolivia. Het is de hoofdplaats van de gelijknamige gemeente, gelegen in de Eustaquio Méndez provincie.
Bij de census van 2012 was het naar het aantal inwoners de 127ste stad van Bolivia.
In de stad werd Eustaquio Méndez geboren. Hij wordt gezien als een van de belangrijkste militairen gedurende de Boliviaanse onafhankelijkheidsoorlog. De provincie waarin San Lorenzo gelegen is, is naar hem vernoemd.

## Bevolking
| Jaar | Populatie |
| ---- | --------- |
| 1992 | 2.340     |
| 2001 | 2.752     |
| 2012 | 3.401     |